# Akito Fukumori
Akito Fukumori (福森 晃斗, Fukumori Akito) est un footballeur japonais né le 16 décembre 1992 à Fujisawa. Il évolue au poste de latéral gauche.

## Palmarès
- Champion du Japon de D2 en 2016 avec le Consadole Sapporo